# تاداشی ایمای
تاداشی ایمای ((به ژاپنی: 今井 正)؛ ۸ ژانویهٔ ۱۹۱۲ – ۲ نوامبر ۱۹۹۱) کارگردان اهل ژاپن بود. فیلم او، بوشیدو، حماسه سامورایی، برنده خرس طلایی از جشنواره فیلم برلین ۱۹۶۳ شده است.